# Derib

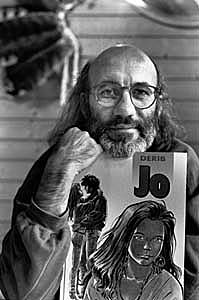
Derib tussen 1988 en 1991.

Derib, echte naam Claude de Ribaupierre, (La Tour-de-Peilz, 8 augustus 1944) is een Zwitsers striptekenaar. Hij tekende de bekende reeksen Yakari en Buddy Longway. Beide stripreeksen gaan over de indianen in het Amerikaanse westen. Dat is ook het geval voor de cyclus Red road, waarin Derib het lot van de indianen in het hedendaagse Amerika schetste. De strips van Derib zijn steeds sociaal geëngageerd. Daarnaast maakte hij stripverhalen tegen het geweld (No Limits) of tegen seksueel geweld (Pour toi Sandra).

## Carrière
Derib leerde de knepen van het vak bij Peyo in Brussel, waar hij meetekende aan De Smurfen. Hij publiceerde meerdere verhalen in de tijdschriften Robbedoes, Kuifje en Pilote. Ook werkte hij samen met Franquin (Guust, Robbedoes en Kwabbernoot), Jijé (Jerry Spring), Roba (Bollie en Billie) en Bob De Moor (Meester Mus, Barelli en Cori, de scheepsjongen).
Vanaf 1966 tekende hij voor Robbedoes de strip Arnold van Caeneghem. In 1967 begon hij de stripreeks Attila over een sprekende hond uit Zwitserland. De teksten waren van Maurice Rosy. De strip verscheen eerst in het weekblad Robbedoes en later in albumvorm bij Dupuis. De serie werd in 1973 gestopt.
In 1969 verschenen de De avonturen van Pythagoras en Co. met teksten van Job (André Jobin) in het Zwitserse tijdschrift Le Crapaud à lunettes. In december 1969 werd deze strip in dit tijdschrift vervangen door Yakari, een karakter dat Derib al bedacht had toen hij 22 jaar oud was en nu, evenals Pythagoras, tot leven kwam met scenario's van Job.
Na de stopzetting van De avonturen van Attila was Derib naar uitgeverij Le Lombard vertrokken. Derib en Jijé hadden al eerder het plan opgevat om samen de westernstrip Jerry Spring te hernemen voor uitgeverij Dupuis. Toen dat plan niet doorging door de drukke agenda van Jijé, creëerde Derib een eigen westernstrip met de naam Buddy Longway. Deze reeks verscheen bij Le Lombard.
In 2011 verscheen het boek Derib sous l'oeil de Jijé et Franquin (auteurs Vernet, Buch, Ratier) waarin Derib vertelde over zijn carrière en meer bepaald over de invloed van Jijé en Franquin, die hij bewonderde van kindsbeen af.